# Marie Švejdová
Marie Švejdová, rozená Kahovcová (3. října 1905 Javornice – březen 1989), byla česká selka, která byla odsouzena v 50. letech 20. století v rámci komunistických politických procesů, během tzv. Akce Kulak.
Švejdová se během kolektivizace dostala do sporu s vedením tehdejšího podniku JZD v Katovicích. Spor nakonec skončil až u tehdejších soudů. Švejdová nesouhlasila s vybraným vedením podniku JZD a snažila se mu radit, což však tehdejší vedení odmítalo.
Švejdová byla v roce 1955 tzv. Lidovým soudem ve Strakonicích odsouzena na tři roky vězení jako kulak, dále k propadnutí majetku a zákazu pobytu na území Českobudějovického (tj. jihočeského) kraje. Po zbytek života žádala znovuotevření procesu a zproštění viny.
Po roce 1989 byla Švejdová rehabilitována, avšak jen částečně. Státní zástupkyně označila tehdejší rozsudek jako účelový a likvidační. Úplně zrušil verdikt nad Švejdovou v roce 2014 Nejvyšší soud.